# 4375 Kiyomori
4375 Kiyomori eller 1987 DQ är en asteroid i huvudbältet som upptäcktes den 28 februari 1987 av de båda japanska astronomerna Takeshi Urata och Tsuneo Niijima i Ojima. Den är uppkallad efter Taira no Kiyomori.
Den tillhör asteroidgruppen Levin.